# Funiculina parkeri
Funiculina parkeri är en korallart som beskrevs av Kükenthal 1909. Funiculina parkeri ingår i släktet Funiculina och familjen Funiculinidae. Inga underarter finns listade i Catalogue of Life.